# Брюне, Жак Шарль
Жак Шарль Брюне (фр. Jacques Charles Brunet; 2 ноября 1780, Париж — 14 ноября 1867, там же) — французский библиограф и книготорговец.

## Биография
Сын книготорговца. Карьеру начал с подготовки нескольких аукционных каталогов. После того как составленное им дополнение к «Библиографическому словарю» («Dictionnaire bibliographique») Кайяна и Дюкло (Париж, 1802) встретило одобрение, он занялся обработкой «Manuel du libraire et de l’amateur des livres» («Руководство для букинистов и любителей книг…», в 3 томах, Париж, 1810) и работал с тех пор постоянно над его пополнением; к пятому изданию этого главного своего сочинения (в 8 томах, Париж, 1860—1880) он приложил указатель всего материала.

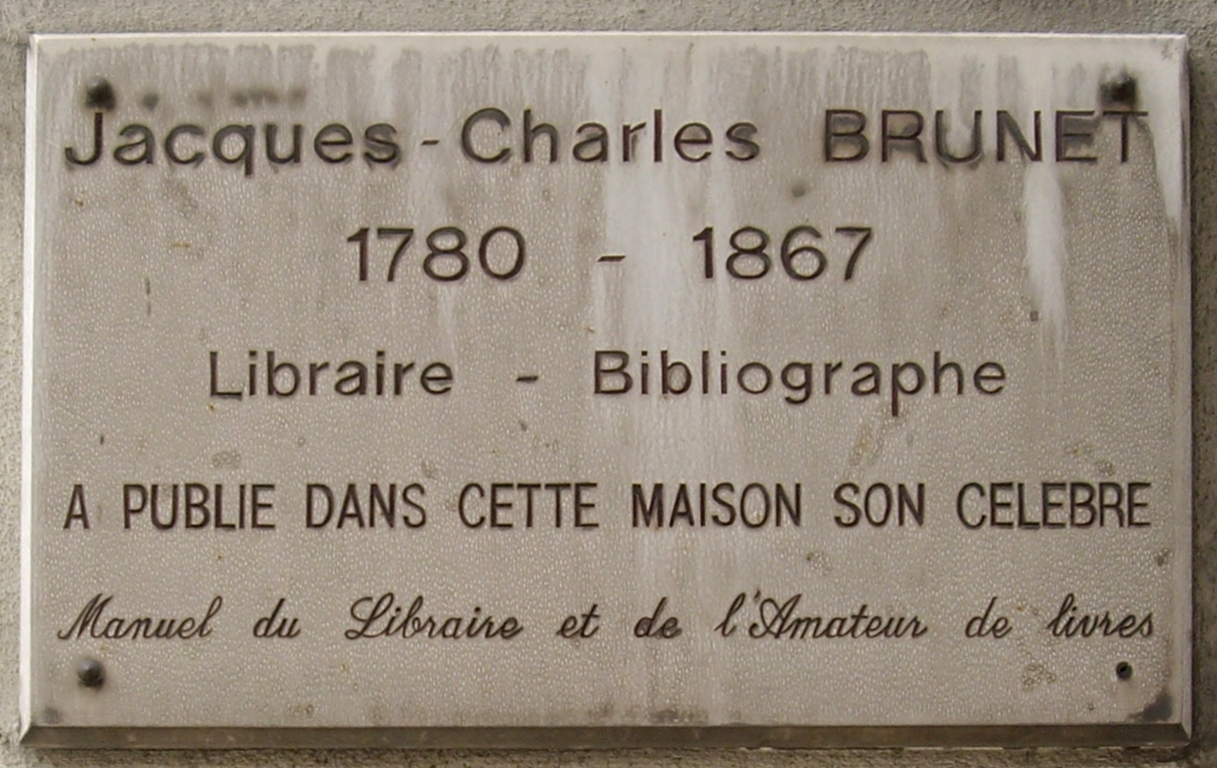
Мемориальная таблица в честь Жака Шарля Брюне на Rue Gît-le-Cœur в VI округ Парижа

Издание Словаря, тираж которого быстро разошёлся, был вскоре признан лучшей европейской книгой в этой области книгоиздания.
Из его небольших библиографических работ следует отметить: «Nouvelles Recherches bibliographiques» (1834), «Notice sur les différentes éditions des Heures gothiques» (1834), «Recherches sur les éditions originales de Rabelais» (1852).
Среди других работ Брюне издание французских стихотворений, начиная с начала XVI-го века (1836).
В 1848 году был награждён орденом Почётного легиона.